# Medaliści mistrzostw świata w podnoszeniu ciężarów
Medaliści mistrzostw świata w podnoszeniu ciężarów.

## Waga musza
- 52 kg: 1969–1991
- 54 kg: 1993–1997

| MŚ                  | Złoto                | Srebro             | Brąz                |
| ------------------- | -------------------- | ------------------ | ------------------- |
| 1969 Warszawa       | Władisław Kriczinin  | Władimir Smietanin | Walter Szołtysek    |
| 1970 Columbus       | Sándor Holczreiter   | Walter Szołtysek   | Władimir Smietanin  |
| 1971 Lima           | Zygmunt Smalcerz     | Sándor Holczreiter | Masahiro Ueki       |
| 1972 Monachium      | Zygmunt Smalcerz     | Lajos Szűcs        | Sándor Holczreiter  |
| 1973 Hawana         | Mohammad Nasiri      | Lajos Szűcs        | Zygmunt Smalcerz    |
| 1974 Manila         | Mohammad Nasiri      | György Kőszegi     | Takeshi Horikoshi   |
| 1975 Moskwa         | Zygmunt Smalcerz     | Aleksandr Woronin  | Lajos Szűcs         |
| 1976 Montreal       | Aleksandr Woronin    | György Kőszegi     | Mohammad Nasiri     |
| 1977 Stuttgart      | Aleksandr Woronin    | György Kőszegi     | Francisco Casamayor |
| 1978 Gettysburg     | Kanybiek Osmonalijew | Tadeusz Golik      | Francisco Casamayor |
| 1979 Saloniki       | Kanybiek Osmonalijew | Ferenc Hornyák     | nie przyznano       |
| 1979 Saloniki       | Kanybiek Osmonalijew | Aleksandr Woronin  | nie przyznano       |
| 1980 Moskwa         | Kanybiek Osmonalijew | Ho Bong-chol       | Han Gyong-si        |
| 1981 Lille          | Kanybiek Osmonalijew | Jacek Gutowski     | Kazushito Manabe    |
| 1982 Lublana        | Stefan Leletko       | Jenia Sarandaliew  | Jacek Gutowski      |
| 1983 Moskwa         | Neno Terzijski       | Jacek Gutowski     | Stefan Leletko      |
| 1984 Los Angeles    | Zeng Guoqiang        | Zhou Peishun       | Kazushito Manabe    |
| 1985 Södertälje     | Sewdalin Marinow     | Zeng Guoqiang      | Bernard Piekorz     |
| 1986 Sofia          | Sewdalin Marinow     | Jacek Gutowski     | Aleksiej Kołokolcew |
| 1987 Ostrawa        | Sewdalin Marinow     | He Zhuoqiang       | Jacek Gutowski      |
| 1989 Ateny          | Iwan Iwanow          | He Zhuoqiang       | Traian Cihărean     |
| 1990 Budapeszt      | Iwan Iwanow          | Huang Xiliang      | Zhang Zairong       |
| 1991 Donaueschingen | Iwan Iwanow          | Sewdalin Minczew   | Zhang Zairong       |
| 1993 Melbourne      | Iwan Iwanow          | Halil Mutlu        | Ko Kwang-ku         |
| 1994 Stambuł        | Halil Mutlu          | Iwan Iwanow        | Sewdalin Minczew    |
| 1995 Guangzhou      | Zhang Xiangsen       | Halil Mutlu        | Lan Shizhang        |
| 1997 Chiang Mai     | Lan Shizhang         | Yang Bin           | Wang Shin-yuan      |

## Waga kogucia
- 56 kg: 1947–1991
- 59 kg: 1993–1997
- 56 kg: 1998–

| MŚ                   | Złoto              | Srebro                 | Brąz               |
| -------------------- | ------------------ | ---------------------- | ------------------ |
| 1947 Filadelfia      | Joseph DePietro    | Richard Tom            | Rosaire Smith      |
| 1949 Scheveningen    | Mahmud Namdżu      | Kamal Mahdżub          | Joseph DePietro    |
| 1950 Paryż           | Mahmud Namdżu      | Rapael Czimiszkiani    | Kamal Mahdżub      |
| 1951 Mediolan        | Mahmud Namdżu      | Ali Mirzai             | Kamal Mahdżub      |
| 1953 Sztokholm       | Iwan Udodow        | Kamal Mahdżub          | Karel Saitl        |
| 1954 Wiedeń          | Bakir Farchutdinow | Mahmud Namdżu          | Ali Mirzai         |
| 1955 Monachium       | Władimir Stogow    | Charles Vinci          | Mahmud Namdżu      |
| 1957 Teheran         | Władimir Stogow    | Ali Safa Sonboli       | Mahmud Namdżu      |
| 1958 Sztokholm       | Władimir Stogow    | Charles Vinci          | Ali Safa Sonboli   |
| 1959 Warszawa        | Władimir Stogow    | Marian Jankowski       | Imre Földi         |
| 1961 Wiedeń          | Władimir Stogow    | Imre Földi             | Yoshinobu Miyake   |
| 1962 Budapeszt       | Yoshinobu Miyake   | Imre Földi             | Władimir Stogow    |
| 1963 Sztockolm       | Aleksiej Wachonin  | Hiroshi Fukuda         | Shirō Ichinoseki   |
| 1964 Tokio           | Aleksiej Wachonin  | Imre Földi             | Shirō Ichinoseki   |
| 1965 Teheran         | Imre Földi         | Shirō Ichinoseki       | Yoshiyuki Miyake   |
| 1966 Berlin Wschodni | Aleksiej Wachonin  | Imre Földi             | Mohammad Nasiri    |
| 1968 Meksyk          | Mohammad Nasiri    | Imre Földi             | Henryk Trębicki    |
| 1969 Warszawa        | Mohammad Nasiri    | Atanas Kirow           | Hiroshi Ono        |
| 1970 Columbus        | Mohammad Nasiri    | Imre Földi             | Henryk Trębicki    |
| 1971 Lima            | Giennadij Czetin   | Henryk Trębicki        | Mohammad Nasiri    |
| 1972 Monachium       | Imre Földi         | Mohammad Nasiri        | Giennadij Czetin   |
| 1973 Hawana          | Atanas Kirow       | Georgi Todorow         | Koji Miki          |
| 1974 Manila          | Atanas Kirow       | Leszek Skorupa         | Jirō Hosotani      |
| 1975 Moskwa          | Atanas Kirow       | Waldemar Korcz         | Karel Prohl        |
| 1976 Montreal        | Norair Nurikjan    | Grzegorz Cziura        | Kenkichi Andō      |
| 1977 Stuttgart       | Jirō Hosotani      | Georgi Todorow         | Chen Manlin        |
| 1978 Gettysburg      | Daniel Núñez       | Marek Seweryn          | Kenkichi Andō      |
| 1979 Saloniki        | Anton Kodżabaszew  | Wiktor Wierietiennikow | Tadeusz Dembończyk |
| 1980 Moskwa          | Daniel Núñez       | Jurik Sarkisian        | Tadeusz Dembończyk |
| 1981 Lille           | Anton Kodżabaszew  | Andreas Letz           | Nikołaj Zacharow   |
| 1982 Lublana         | Anton Kodżabaszew  | Oksen Mirzojan         | Wu Shude           |
| 1983 Moskwa          | Oksen Mirzojan     | Naim Sulejmanow        | Andreas Letz       |
| 1984 Los Angeles     | Wu Shude           | Lai Runming            | Masahiro Kotaka    |
| 1985 Södertälje      | Neno Terzijski     | Oksen Mirzojan         | He Yingqiang       |
| 1986 Sofia           | Mitko Gryblew      | He Yingqiang           | Oksen Mirzojan     |
| 1987 Ostrawa         | Neno Terzijski     | Liu Shoubin            | Ri Jae-son         |
| 1989 Ateny           | Hafiz Suleymanov   | Liu Shoubin            | He Yingqiang       |
| 1990 Budapeszt       | Liu Shoubin        | He Yingqiang           | Chun Byung-kwan    |
| 1991 Donaueschingen  | Chun Byung-kwan    | Liu Shoubin            | Luo Jianming       |
| 1993 Melbourne       | Nikołaj Peszałow   | Hafız Süleymanoğlu     | Tang Lingsheng     |
| 1994 Stambuł         | Nikołaj Peszałow   | Hafız Süleymanoğlu     | Radostin Panajotow |
| 1995 Guangzhou       | Leonidas Sambanis  | Chun Byung-kwan        | Nikołaj Peszałow   |
| 1997 Chiang Mai      | Stefan Georgiew    | Le Maosheng            | Sewdalin Minczew   |
| 1998 Lahti           | Halil Mutlu        | Lan Shizhang           | Iwan Iwanow        |
| 1999 Ateny           | Halil Mutlu        | Adrian Jigău           | Wang Shin-yuan     |
| 2001 Antalya         | Halil Mutlu        | Wang Shin-yuan         | William Vargas     |
| 2002 Warszawa        | Wu Meijin          | Yang Chin-yi           | Adrian Jigău       |
| 2003 Vancouver       | Wu Meijin          | Adrian Jigău           | Sedat Artuç        |
| 2005 Doha            | Wang Shin-yuan     | Lee Jong-hoon          | Hoàng Anh Tuấn     |
| 2006 Santo Domingo   | Li Zheng           | Sergio Álvarez         | Hoàng Anh Tuấn     |
| 2007 Chiang Mai      | Cha Kum-chol       | Li Zheng               | Eko Yuli Irawan    |
| 2009 Goyang          | Long Qingquan      | Wu Jingbiao            | Sergio Álvarez     |
| 2010 Antalya         | Wu Jingbiao        | Long Qingquan          | Cha Kum-chol       |
| 2011 Paryż           | Wu Jingbiao        | Zhao Chaojun           | Walentin Christow  |
| 2013 Wrocław         | Om Yun-chol        | Long Qingquan          | Thạch Kim Tuấn     |
| 2014 Ałmaty          | Om Yun-chol        | Thạch Kim Tuấn         | Long Qingquan      |
| 2015 Houston         | Om Yun-chol        | Wu Jingbiao            | Thạch Kim Tuấn     |

## Waga piórkowa
- 60 kg: 1906–1991
- 64 kg: 1993–1997
- 62 kg: 1998–

| MŚ                   | Złoto               | Srebro               | Brąz                 |
| -------------------- | ------------------- | -------------------- | -------------------- |
| 1906 Lille           | Daniel de Lapalud   | Joseph Staen         | Charles Cellier      |
| 1910 Düsseldorf      | Emil Kliment        | Alfred Anschütz      | Franz Schmitz        |
| 1911 Stuttgart       | Alfred Anschütz     | Emil Kliment         | Georg Vogel          |
| 1911 Berlin          | Emil Kliment        | Jakob Vogt           | Oswald Greth         |
| 1911 Drezno          | Rudolf Thamme       | Oswald Greth         | Georg Weißbeck       |
| 1911 Wiedeń          | Emil Kliment        | Gustav Kubu          | Rudolf Meier         |
| 1913 Wrocław         | Emil Kliment        | Piotr Cherudziński   | Georg Vogel          |
| 1920 Wiedeń          | Eugen Wiedmann      | Andreas Jaquemont    | Gustav Kubu          |
| 1922 Tallinn         | Heinrich Graf       | Karl Kõiv            | Gustav Ernesaks      |
| 1923 Wiedeń          | Andreas Stadler     | Wilhelm Rosinek      | Emil Kliment         |
| 1937 Paryż           | Georg Liebsch       | Anton Richter        | Max Walter           |
| 1938 Wiedeń          | Georg Liebsch       | Attilio Bescapè      | Anton Richter        |
| 1946 Paryż           | Arvid Andersson     | Mahmud Fajjad        | Moisiej Kasjanik     |
| 1947 Filadelfia      | Robert Higgins      | Nam Su-il            | Emerick Ishikawa     |
| 1949 Scheveningen    | Mahmud Fajjad       | Johan Runge          | Max Heral            |
| 1950 Paryż           | Mahmud Fajjad       | Jewgienij Łopatin    | Julian Creus         |
| 1951 Mediolan        | Sa’id Chalifa Dżuda | Johan Runge          | Julian Creus         |
| 1953 Sztokholm       | Nikołaj Saksonow    | Rapael Czimiszkiani  | Einar Eriksson       |
| 1954 Wiedeń          | Rapael Czimiszkiani | Iwan Udodow          | Nil Tun Maung        |
| 1955 Monachium       | Rapael Czimiszkiani | Iwan Udodow          | Kamal Mahdżub        |
| 1957 Teheran         | Jewgienij Minajew   | Sebastiano Mannironi | Isaac Berger         |
| 1958 Sztokholm       | Isaac Berger        | Jewgienij Minajew    | Sebastiano Mannironi |
| 1959 Warszawa        | Marian Zieliński    | Isaac Berger         | Sebastiano Mannironi |
| 1961 Wiedeń          | Isaac Berger        | Sebastiano Mannironi | nie przyznano        |
| 1961 Wiedeń          | Isaac Berger        | Jewgienij Minajew    | nie przyznano        |
| 1962 Budapeszt       | Jewgienij Minajew   | Jewgienij Kacura     | Rudolf Kozłowski     |
| 1963 Sztokholm       | Yoshinobu Miyake    | Isaac Berger         | Imre Földi           |
| 1964 Tokio           | Yoshinobu Miyake    | Isaac Berger         | Mieczysław Nowak     |
| 1965 Teheran         | Yoshinobu Miyake    | Mieczysław Nowak     | Rudolf Kozłowski     |
| 1966 Berlin Wschodni | Yoshinobu Miyake    | Mieczysław Nowak     | Yoshiyuki Miyake     |
| 1968 Meksyk          | Yoshinobu Miyake    | Dito Szanidze        | Yoshiyuki Miyake     |
| 1969 Warszawa        | Yoshiyuki Miyake    | Mładen Kuczew        | Dito Szanidze        |
| 1970 Columbus        | Mieczysław Nowak    | Jan Wojnowski        | Yoshiyuki Miyake     |
| 1971 Lima            | Yoshiyuki Miyake    | Kenkichi Andō        | Norair Nurikjan      |
| 1972 Monachium       | Norair Nurikjan     | Dito Szanidze        | János Benedek        |
| 1973 Hawana          | Dito Szanidze       | Norair Nurikjan      | Jan Wojnowski        |
| 1974 Manila          | Georgi Todorow      | Nikołaj Kolesnikow   | Norair Nurikjan      |
| 1975 Moskwa          | Georgi Todorow      | Nikołaj Kolesnikow   | Antoni Pawlak        |
| 1976 Montreal        | Nikołaj Kolesnikow  | Georgi Todorow       | Kazumasa Hirai       |
| 1977 Stuttgart       | Nikołaj Kolesnikow  | Janko Rusew          | Grzegorz Cziura      |
| 1978 Gettysburg      | Nikołaj Kolesnikow  | Takashi Saito        | Walentin Todorow     |
| 1979 Saloniki        | Marek Seweryn       | Georgi Todorow       | Setsuya Goto         |
| 1980 Moskwa          | Wiktor Mazin        | Stefan Dimitrow      | Marek Seweryn        |
| 1981 Lille           | Bełosław Manołow    | Daniel Núñez         | Jurik Sarkisjan      |
| 1982 Lublana         | Jurik Sarkisjan     | Andreas Behm         | Daniel Núñez         |
| 1983 Moskwa          | Jurik Sarkisjan     | Stefan Topurow       | Gelu Radu            |
| 1984 Los Angeles     | Chen Weiqiang       | Gelu Radu            | Tsai Wen-yee         |
| 1985 Södertälje      | Naum Szałamanow     | Yurik Sarkisyan      | Andreas Letz         |
| 1986 Sofia           | Naum Szałamanow     | Attila Czanka        | Andreas Letz         |
| 1987 Ostrawa         | Stefan Topurow      | Jurik Sarkisjan      | Oksen Mirzojan       |
| 1989 Ateny           | Naim Süleymanoğlu   | Nikołaj Peszałow     | Attila Czanka        |
| 1990 Budapeszt       | Nikołaj Peszałow    | Kim Yong-su          | Luo Jianming         |
| 1991 Donaueschingen  | Naim Süleymanoğlu   | Jurik Sarkisjan      | He Yingqiang         |
| 1993 Melbourne       | Naim Süleymanoğlu   | Ri Hi-bong           | Jurik Sarkisjan      |
| 1994 Stambuł         | Naim Süleymanoğlu   | Valerios Leonidis    | Attila Czanka        |
| 1995 Guangzhou       | Naim Süleymanoğlu   | Valerios Leonidis    | Peng Song            |
| 1997 Chiang Mai      | Xiao Jiangang       | Hafız Süleymanoğlu   | Asif Məlikov         |
| 1998 Lahti           | Leonidas Sambanis   | Nikołaj Peszałow     | Sewdalin Minczew     |
| 1999 Ateny           | Le Maosheng         | Leonidas Sambanis    | Sewdalin Minczew     |
| 2001 Antalya         | Hienadź Aleszczuk   | Li Yinglong          | Stefan Georgiew      |
| 2002 Warszawa        | Im Yong-su          | Le Maosheng          | Stefan Georgiew      |
| 2003 Vancouver       | Halil Mutlu         | Shi Zhiyong          | Le Maosheng          |
| 2005 Doha            | Qiu Le              | Zhang Ping           | Adrian Jigău         |
| 2006 Santo Domingo   | Qiu Le              | Óscar Figueroa       | Diego Salazar        |
| 2007 Chiang Mai      | Yang Fan            | Im Yong-su           | Iwajło Filew         |
| 2009 Goyang          | Ding Jianjun        | Eko Yuli Irawan      | Yang Fan             |
| 2010 Antalya         | Kim Un-guk          | Zhang Jie            | Erol Bilgin          |
| 2011 Paryż           | Zhang Jie           | Kim Un-guk           | Eko Yuli Irawan      |
| 2013 Wrocław         | Chen Lijun          | Kim Un-guk           | Óscar Figueroa       |
| 2014 Ałmaty          | Kim Un-guk          | Eko Yuli Irawan      | Ding Jianjun         |
| 2015 Houston         | Chen Lijun          | Francisco Mosquera   | Óscar Figueroa       |

## Waga lekka
- 67,5 kg: 1905
- 70 kg: 1906–1913
- 67,5 kg: 1920–1991
- 70 kg: 1993–1997
- 69 kg: 1998–

| MŚ                   | Złoto                | Srebro               | Brąz                |
| -------------------- | -------------------- | -------------------- | ------------------- |
| 1905 Berlin          | Nikolaus Winkler     | Albert Hansen        | Paul Grimm          |
| 1905 Paris           | Pierre Buisson       | Charles Liébault     | Marcel Bouteiller   |
| 1905 Paris           | Pierre Buisson       | Charles Liébault     | Robert Fredon       |
| 1906 Lille           | Georges Lorthiois    | Pierre Slosse        | Arthur Fessler      |
| 1907 Frankfurt       | Johannes Zebrowsky   | Virgile Guerraz      | Heinrich Glenzer    |
| 1910 Düsseldorf      | Eugen Ruhland        | Karl Swoboda         | Josef Schwabl       |
| 1911 Stuttgart       | Ulrich Blaser        | Franz Komarek        | Peter Reinmuth      |
| 1911 Berlin          | Josef Schwabl        | Albert Meyer         | Paul Gnauk          |
| 1911 Drezno          | Albert Meyer         | Nikolaus Winkler     | Max Kempe           |
| 1911 Wiedeń          | Franz Komarek        | Josef Schwabl        | Leopold Butzek      |
| 1913 Wrocław         | Wilhelm Köhler       | Karl Samfaß          | Karl Swoboda        |
| 1920 Wiedeń          | Philipp List         | Josef Zimmermann     | Karl Palkowitz      |
| 1922 Tallinn         | Alfred Neuland       | Eduard Vanaaseme     | Voldemar Noormägi   |
| 1923 Wiedeń          | Rudolf Edinger       | Heinrich Baumann     | Bohumil Durdis      |
| 1937 Paryż           | Tony Terlazzo        | Robert Fein          | Karl Jansen         |
| 1938 Wiedeń          | Tony Terlazzo        | Atijja Hammuda       | Karl Schwitalle     |
| 1946 Paryż           | Stanley Stanczyk     | Władimir Swietiłko   | Gieorgij Popow      |
| 1947 Filadelfia      | Pete George          | John Stuart          | George Espeut       |
| 1949 Scheveningen    | Ibrahim Szams        | Joe Pitman           | Arvid Andersson     |
| 1950 Paryż           | Joe Pitman           | Atijja Hammuda       | Władimir Swietiłko  |
| 1951 Mediolan        | Ibrahim Szams        | Joe Pitman           | Hassan Ferdous      |
| 1953 Sztokholm       | Pete George          | Dmitrij Iwanow       | Sa’id Chalifa Dżuda |
| 1954 Wiedeń          | Dmitrij Iwanow       | Sa’id Chalifa Dżuda  | Josef Tauchner      |
| 1955 Monachium       | Nikołaj Kostylew     | Sa’id Chalifa Dżuda  | Nil Tun Maung       |
| 1957 Teheran         | Wiktor Buszujew      | Iwan Abadżiew        | Jan Czepułkowski    |
| 1958 Sztokholm       | Wiktor Buszujew      | Luciano De Genova    | Henrik Tamraz       |
| 1959 Warszawa        | Wiktor Buszujew      | Akop Faradżian       | Abdul Wahid Aziz    |
| 1961 Wiedeń          | Waldemar Baszanowski | Siergiej Łopatin     | Marian Zieliński    |
| 1962 Budapeszt       | Władimir Kapłunow    | Waldemar Baszanowski | Marian Zieliński    |
| 1963 Sztokholm       | Marian Zieliński     | Waldemar Baszanowski | Władimir Kapłunow   |
| 1964 Tokio           | Waldemar Baszanowski | Władimir Kapłunow    | Marian Zieliński    |
| 1965 Teheran         | Waldemar Baszanowski | Marian Zieliński     | Władimir Kapłunow   |
| 1966 Berlin Wschodni | Jewgienij Kacura     | Marian Zieliński     | Parwiz Dżalajer     |
| 1968 Meksyk          | Waldemar Baszanowski | Parwiz Dżalajer      | Marian Zieliński    |
| 1969 Warszawa        | Waldemar Baszanowski | János Bagócs         | Zbigniew Kaczmarek  |
| 1970 Columbus        | Zbigniew Kaczmarek   | Waldemar Baszanowski | János Bagócs        |
| 1971 Lima            | Zbigniew Kaczmarek   | Waldemar Baszanowski | Mucharbij Kirżynow  |
| 1972 Monachium       | Mucharbij Kirżynow   | Mładen Kuczew        | Zbigniew Kaczmarek  |
| 1973 Hawana          | Mucharbij Kirżynow   | Mładen Kuczew        | Petyr Janew         |
| 1974 Manila          | Petro Korol          | Zbigniew Kaczmarek   | Nasrollah Dehnavi   |
| 1975 Moskwa          | Petro Korol          | Zbigniew Kaczmarek   | Mładen Kuczew       |
| 1976 Montreal        | Petro Korol          | Daniel Senet         | Kazimierz Czarnecki |
| 1977 Stuttgart       | Roberto Urrutia      | Siergiej Piewznier   | Zbigniew Kaczmarek  |
| 1978 Gettysburg      | Janko Rusew          | Zbigniew Kaczmarek   | Günter Ambraß       |
| 1979 Saloniki        | Janko Rusew          | Joachim Kunz         | Daniel Senet        |
| 1980 Moskwa          | Janko Rusew          | Joachim Kunz         | Minczo Paszow       |
| 1981 Lille           | Joachim Kunz         | Minczo Paszow        | Daniel Senet        |
| 1982 Lublana         | Piotr Mandra         | Virgil Dociu         | Zhao Xinmin         |
| 1983 Moskwa          | Joachim Kunz         | Janko Rusew          | Andreas Behm        |
| 1984 Los Angeles     | Yao Jingyuan         | Andrei Socaci        | Jouni Grönman       |
| 1985 Södertälje      | Michaił Petrow       | Weselin Gyłybarow    | Yao Jingyuan        |
| 1986 Sofia           | Michaił Petrow       | Stefan Topurow       | Marek Seweryn       |
| 1987 Ostrawa         | Michaił Petrow       | Andreas Behm         | Israel Militosjan   |
| 1989 Ateny           | Israel Militosjan    | Joto Jotow           | Kim Myong-nam       |
| 1990 Budapeszt       | Kim Myong-nam        | Joto Jotow           | Ri Hi-bong          |
| 1991 Donaueschingen  | Joto Jotow           | Israel Militosjan    | Kim Myong-nam       |
| 1993 Melbourne       | Joto Jotow           | Ergün Batmaz         | Andreas Behm        |
| 1994 Stambuł         | Fedail Güler         | Joto Jotow           | Angeł Genczew       |
| 1995 Guangzhou       | Zhan Xugang          | Fedail Güler         | Ergün Batmaz        |
| 1997 Chiang Mai      | Złatan Wasilew       | Zhan Xugang          | Wan Jianhui         |
| 1998 Lahti           | Płamen Żeljazkow     | Jeorjos Tzelilis     | Wan Jianhui         |
| 1999 Ateny           | Gyłybin Boewski      | Jeorjos Tzelilis     | Walerios Leonidis   |
| 2001 Antalya         | Gyłybin Boewski      | Jeorjos Tzelilis     | Reyhan Arabacıoğlu  |
| 2002 Warszawa        | Zhang Guozheng       | Chen Chufu           | Youssef Sbai        |
| 2003 Vancouver       | Zhang Guozheng       | Lee Bae-young        | Turan Mirzəyev      |
| 2005 Doha            | Shi Zhiyong          | Lee Bae-young        | Vencelas Dabaya     |
| 2006 Santo Domingo   | Vencelas Dabaya      | Shi Zhiyong          | Demir Demirew       |
| 2007 Chiang Mai      | Zhang Guozheng       | Shi Zhiyong          | Demir Demirew       |
| 2009 Goyang          | Liao Hui             | Arakel Mirzojan      | Triyatno            |
| 2010 Antalya         | Mete Binay           | Armen Ghazarjan      | Triyatno            |
| 2011 Paryż           | Tang Deshang         | Oleg Czen            | Wu Chao             |
| 2013 Wrocław         | Liao Hui             | Oleg Czen            | Kim Myong-hyok      |
| 2014 Ałmaty          | Liao Hui             | Mohamed Ihab         | Kim Myong-hyok      |
| 2015 Houston         | Shi Zhiyong          | Oleg Czen            | Daniýar Ismailow    |

## Waga średnia
- 80 kg: 1905–1913
- 75 kg: 1920–1991
- 76 kg: 1993–1997
- 77 kg: 1998–

| MŚ                   | Złoto                      | Srebro               | Brąz                    |
| -------------------- | -------------------------- | -------------------- | ----------------------- |
| 1905 Berlin          | Otto Walther               | Josef Lindinger      | Edmund Danzer           |
| 1905 Paryż           | André Dufour               | Miche Blayac         | Roger Morbu             |
| 1906 Lille           | Albert Deroubaix           | Louis Vasseur        | Gustave Lacroix         |
| 1907 Frankfurt       | Andreas Lutz               | Johann Formberger    | Hans Abraham            |
| 1908 Wiedeń          | Johann Eibel               | Anton Nejedlik       | Johann Staudinger       |
| 1909 Wiedeń          | Johann Eibel               | Josef Hofböck        | Anton Lenz              |
| 1910 Düsseldorf      | Hans Abraham               | Karl Ackermann       | Rudolf Oswald           |
| 1910 Wiedeń          | Leopold Hennermüller       | Johann Eibel         | Leopold Bartasek        |
| 1911 Stuttgart       | Leopold Hennermüller       | Eugen Ruhland        | Andreas Lutz            |
| 1911 Berlin          | Rudolf Oswald              | Leopold Hennermüller | Peter Haase             |
| 1911 Drezno          | Hans Abraham               | Beertye Berculon     | August Stubner          |
| 1911 Wiedeń          | Leopold Hennermüller       | Ulrich Blaser        | August Stubner          |
| 1913 Wrocław         | Leopold Hennermüller       | Hans Abraham         | Josef Buchegger         |
| 1920 Wiedeń          | Karl Stritesky             | Ulrich Blaser        | Josef Kammerer          |
| 1922 Tallinn         | Saul Hallap                | Alberts Ozoliņš      | Alfred Puusaag          |
| 1923 Wiedeń          | Karl Freiberger            | Leopold Friedrich    | Alberts Ozoliņš         |
| 1937 Paryż           | John Terpak                | Adolf Wagner         | Hans Valla              |
| 1938 Wiedeń          | Adolf Wagner               | Rudolf Ismayr        | John Terpak             |
| 1946 Paryż           | Chadr at-Tuni              | John Terpak          | Frank Spellman          |
| 1947 Filadelfia      | Stanley Stanczyk           | Frank Spellman       | Kim Seong-jip           |
| 1949 Scheveningen    | Chadr at-Tuni              | Peter George         | Hassan Rahnavardi       |
| 1950 Paryż           | Chadr at-Tuni              | Peter George         | Władimir Puszkariew     |
| 1951 Mediolan        | Peter George               | Dave Sheppard        | Chadr at-Tuni           |
| 1953 Sztokholm       | Tommy Kono                 | Dave Sheppard        | Jurij Duganow           |
| 1954 Wiedeń          | Peter George               | Fiodor Bogdanowskij  | Stanley Stanczyk        |
| 1955 Monachium       | Peter George               | Fiodor Bogdanowskij  | Ingemar Franzén         |
| 1957 Teheran         | Tommy Kono                 | Fiodor Bogdanowskij  | Jan Bochenek            |
| 1958 Sztokholm       | Tommy Kono                 | Fiodor Bogdanowskij  | Marcel Paterni          |
| 1959 Warszawa        | Tommy Kono                 | Fiodor Bogdanowskij  | Jan Bochenek            |
| 1961 Wiedeń          | Aleksandr Kurynow          | Győző Veres          | Marcel Paterni          |
| 1962 Budapeszt       | Aleksandr Kurynow          | Mihály Huszka        | Mohamed Tehraniami      |
| 1963 Sztokholm       | Aleksandr Kurynow          | Mihály Huszka        | Hans Zdražila           |
| 1964 Tokio           | Hans Zdražila              | Wiktor Kuriencow     | Masushi Ōuchi           |
| 1965 Teheran         | Wiktor Kuriencow           | Werner Dittrich      | Aleksandr Kurynow       |
| 1966 Berlin Wschodni | Wiktor Kuriencow           | Waldemar Baszanowski | Werner Dittrich         |
| 1968 Meksyk          | Wiktor Kuriencow           | Masushi Ōuchi        | Károly Bakos            |
| 1969 Warszawa        | Wiktor Kuriencow           | Gábor Szarvas        | Juhani Mursu            |
| 1970 Columbus        | Wiktor Kuriencow           | Leif Jenssen         | Gábor Szarvas           |
| 1971 Lima            | Władimir Kanygin           | Leif Jenssen         | Anselmo Silvino         |
| 1972 Monachium       | Jordan Bikow               | Mohamed Tarabulsi    | Anselmo Silvino         |
| 1973 Hawana          | Nedełczo Kolew             | Peter Wenzel         | András Stark            |
| 1974 Manila          | Nedełczo Kolew             | Rumen Rusew          | Peter Wenzel            |
| 1975 Moskwa          | Peter Wenzel               | Jordan Mitkow        | Nedełczo Kolew          |
| 1976 Montreal        | Jordan Mitkow              | Wartan Militosjan    | Peter Wenzel            |
| 1977 Stuttgart       | Jurik Wartanian            | Peter Wenzel         | Günter Schliwka         |
| 1978 Gettysburg      | Roberto Urrutia            | Wartan Militosjan    | Peter Wenzel            |
| 1979 Saloniki        | Roberto Urrutia            | Nedełczo Kolew       | Peter Wenzel            |
| 1980 Moskwa          | Asen Złatew                | Aleksandr Pierwij    | Nedełczo Kolew          |
| 1981 Lille           | Janko Rusew                | Aleksandr Pierwij    | Julio Echenique         |
| 1982 Lublana         | Janko Rusew                | Minczo Paszow        | Władimir Michalew       |
| 1983 Moskwa          | Aleksandyr Wyrbanow        | Władimir Kuzniecow   | Zdrawko Stoiczkow       |
| 1984 Los Angeles     | Karl-Heinz Radschinsky     | Jacques Demers       | Dragomir Cioroslan      |
| 1985 Södertälje      | Aleksandyr Wyrbanow        | Minczo Paszow        | Andrei Socaci           |
| 1986 Sofia           | Aleksandyr Wyrbanow        | Borisław Gidikow     | Andrei Socaci           |
| 1987 Ostrawa         | Borisław Gidikow           | Aleksandyr Wyrbanow  | Ingo Steinhöfel         |
| 1989 Ateny           | Altymyrat Orazdurdyýew     | Pablo Lara           | Chon Chol-ho            |
| 1990 Budapeszt       | Tudor Casapu               | Andrei Socaci        | Jordan Jordanow         |
| 1991 Donaueschingen  | Pablo Lara                 | Roman Siewastiejew   | Tudor Casapu            |
| 1993 Melbourne       | Altymyrat Orazdurdyýew     | Rusłan Sawczenko     | Kim Myong-nam           |
| 1994 Stambuł         | Pablo Lara                 | Ingo Steinhöfel      | Rusłan Sawczenko        |
| 1995 Guangzhou       | Pablo Lara                 | Joto Jotow           | Wiktor Mitru            |
| 1997 Chiang Mai      | Joto Jotow                 | Georgi Gardew        | Waldemar Kosiński       |
| 1998 Lahti           | Złatan Wasilew             | Petyr Tanew          | Mehmet Yılmaz           |
| 1999 Ateny           | Badr Salem Nayef           | Wiktor Mitru         | Płamen Żeljazkow        |
| 2001 Antalya         | Nader Sufyan Abbas         | Oleg Pieriepieczenow | Mohammad Hosejn Barkhah |
| 2002 Warszawa        | Georgi Markow              | Oleg Pieriepieczenow | Mohammad Hosejn Barkhah |
| 2003 Vancouver       | Mohammad Ali Falahatineżad | Reyhan Arabacıoğlu   | Li Hongli               |
| 2005 Doha            | Li Hongli                  | Sebastian Dogariu    | Nader Sufyan Abbas      |
| 2006 Santo Domingo   | Taner Sağır                | Li Hongli            | Ara Chaczatrian         |
| 2007 Chiang Mai      | Iwan Stojcow               | Gework Dawtian       | Li Hongli               |
| 2009 Goyang          | Lü Xiaojun                 | Tigran Martirosjan   | Su Dajin                |
| 2010 Antalya         | Tigran Martirosjan         | Lü Xiaojun           | Tarek Yahia             |
| 2011 Paryż           | Lü Xiaojun                 | Su Dajin             | Sa Jae-hyouk            |
| 2013 Wrocław         | Lü Xiaojun                 | Kim Kwang-song       | Ulugʻbek Alimov         |
| 2014 Ałmaty          | Zhong Guoshun              | Kim Kwang-song       | Kiriłł Pawłow           |
| 2015 Houston         | Nidżat Rachimow            | Mohamed Ihab         | Andranik Karapetian     |

## Waga lekkociężka
- 82,5 kg: 1920–1991
- 83 kg: 1993–1997
- 85 kg: 1998–

| MŚ                   | Złoto                  | Srebro                | Brąz                 |
| -------------------- | ---------------------- | --------------------- | -------------------- |
| 1920 Wiedeń          | Josef Straßberger      | Franz Zuba            | Leopold Hennermüller |
| 1922 Tallinn         | Roger François         | Johannes Toom         | Rudolf Tihane        |
| 1923 Wiedeń          | Jaroslav Skobla        | Sebastian Haberl      | August Böhnel        |
| 1937 Paryż           | Fritz Haller           | Louis Hostin          | Anton Gietl          |
| 1938 Wiedeń          | John Davis             | Fritz Haller          | Louis Hostin         |
| 1946 Paryż           | Grigorij Nowak         | Frank Kay             | Henri Ferrari        |
| 1947 Filadelfia      | John Terpak            | Keevil Daly           | Juhani Vellamo       |
| 1949 Scheveningen    | Stanley Stanczyk       | Jean Debuf            | Rasul Raisi          |
| 1950 Paryż           | Stanley Stanczyk       | Arkadij Worobjow      | Arabi Awadi          |
| 1951 Mediolan        | Stanley Stanczyk       | Jean Debuf            | Hassan Rahnavardi    |
| 1953 Sztokholm       | Arkadij Worobjow       | Trofim Łomakin        | Stanley Stanczyk     |
| 1954 Wiedeń          | Tommy Kono             | Trofim Łomakin        | Jean Debuf           |
| 1955 Monachium       | Tommy Kono             | Wasilij Stiepanow     | James George         |
| 1957 Teheran         | Trofim Łomakin         | James George          | Dżalal Mansouri      |
| 1958 Sztokholm       | Trofim Łomakin         | James George          | Ireneusz Paliński    |
| 1959 Warszawa        | Rudolf Plukfieldier    | Ireneusz Paliński     | James George         |
| 1961 Wiedeń          | Rudolf Plukfieldier    | Géza Tóth             | Tommy Kono           |
| 1962 Budapeszt       | Győző Veres            | Tommy Kono            | Géza Tóth            |
| 1963 Sztokholm       | Győző Veres            | Rudolf Plukfieldier   | Géza Tóth            |
| 1964 Tokio           | Rudolf Plukfieldier    | Géza Tóth             | Győző Veres          |
| 1965 Teheran         | Norbert Ozimek         | Aleksandr Kidajew     | Jerzy Kaczkowski     |
| 1966 Berlin Wschodni | Władimir Bielajew      | Győző Veres           | Hans Zdražila        |
| 1968 Meksyk          | Boris Sielicki         | Władimir Bielajew     | Norbert Ozimek       |
| 1969 Warszawa        | Masushi Ōuchi          | Károly Bakos          | Boris Sielicki       |
| 1970 Columbus        | Giennadij Iwanczenko   | Norbert Ozimek        | Dawid Rigiert        |
| 1971 Lima            | Boris Pawłow           | Kaarlo Kangasniemi    | György Horváth       |
| 1972 Monachium       | Leif Jenssen           | Norbert Ozimek        | György Horváth       |
| 1973 Hawana          | Władimir Ryżenkow      | Frank Zielecke        | Stefan Sochański     |
| 1974 Manila          | Trendafił Stojczew     | Leif Jenssen          | Rolf Milser          |
| 1975 Moskwa          | Waleryj Szaryj         | Trendafił Stojczew    | Juhani Avellan       |
| 1976 Montreal        | Waleryj Szaryj         | Trendafił Stojczew    | Péter Baczakó        |
| 1977 Stuttgart       | Giennadij Biessonow    | Péter Baczakó         | Paweł Rabczewski     |
| 1978 Gettysburg      | Jurik Wartanian        | Péter Baczakó         | Paweł Rabczewski     |
| 1979 Saloniki        | Jurik Wartanian        | Błagoj Błagoew        | Dušan Poliačik       |
| 1980 Moskwa          | Jurik Wartanian        | Błagoj Błagoew        | Dušan Poliačik       |
| 1981 Lille           | Jurik Wartanian        | Asen Złatew           | Dušan Poliačik       |
| 1982 Lublana         | Asen Złatew            | Aleksandr Pierwij     | Bertalan Mandzák     |
| 1983 Moskwa          | Jurik Wartanian        | Asen Złatew           | László Barsi         |
| 1984 Los Angeles     | Petre Becheru          | Robert Kabbas         | Ryōji Isaoka         |
| 1985 Södertälje      | Jurik Wartanian        | Asen Złatew           | László Király        |
| 1986 Sofia           | Asen Złatew            | Israił Arsamakow      | László Barsi         |
| 1987 Ostrawa         | László Barsi           | Siergiej Li           | Asen Złatew          |
| 1989 Ateny           | Kirił Kunew            | Płamen Bratojczew     | Ingo Steinhöfel      |
| 1990 Budapeszt       | Altymyrat Orazdurdyýew | Siergiej Li           | Kirił Kunew          |
| 1991 Donaueschingen  | Ibragim Samadow        | Ołeksandr Błyszczyk   | Płamen Bratojczew    |
| 1993 Melbourne       | Piros Dimas            | Marc Huster           | Kirił Kunew          |
| 1994 Stambuł         | Marc Huster            | Sergo Czachojan       | Sunay Bulut          |
| 1995 Guangzhou       | Piros Dimas            | Marc Huster           | Vadim Vacarciuc      |
| 1997 Chiang Mai      | Andrzej Cofalik        | Dursun Sevinç         | Krzysztof Siemion    |
| 1998 Lahti           | Piros Dimas            | Marc Huster           | Jurij Myszkowiec     |
| 1999 Ateny           | Szahin Nasirinia       | Piros Dimas           | Marc Huster          |
| 2001 Antalya         | Giorgi Asanidze        | Alaksandr Aniszczanka | Milen Dobrew         |
| 2002 Warszawa        | Złatan Wanew           | Giorgi Asanidze       | Rusłan Nowikau       |
| 2003 Vancouver       | Valeriu Calancea       | Yuan Aijun            | Sergo Czachojan      |
| 2005 Doha            | Ilja Iljin             | Lu Yong               | Asłambiek Edijew     |
| 2006 Santo Domingo   | Andrej Rybakou         | Asłambiek Edijew      | Tigran Martirosjan   |
| 2007 Chiang Mai      | Andrej Rybakou         | Asłambiek Edijew      | Wadzim Stralcou      |
| 2009 Goyang          | Lu Yong                | Siarhiej Łahun        | Władimir Kuzniecow   |
| 2010 Antalya         | Adrian Zieliński       | Aleksiej Jufkin       | Siarhiej Łahun       |
| 2011 Paryż           | Kianoush Rostami       | Benjamin Hennequin    | Adrian Zieliński     |
| 2013 Wrocław         | Apti Auchadow          | Iwan Markow           | Artiom Okułow        |
| 2014 Ałmaty          | Kianoush Rostami       | Iwan Markow           | Artiom Okułow        |
| 2015 Houston         | Artiom Okułow          | Kianoush Rostami      | Apti Auchadow        |

## Waga średniociężka
- 90 kg: 1951–1991
- 91 kg: 1993–1997
- 94 kg: 1998–

| MŚ                   | Złoto                | Srebro                | Brąz                        |
| -------------------- | -------------------- | --------------------- | --------------------------- |
| 1951 Mediolan        | Norbert Schemansky   | Mohamed Ibrahim Saleh | Firuz Pojhan                |
| 1953 Sztokholm       | Norbert Schemansky   | Mohamed Ibrahim Saleh | Mohamed Ali Abdel Kerim     |
| 1954 Wiedeń          | Arkadij Worobjow     | David Sheppard        | Clyde Emrich                |
| 1955 Monachium       | Arkadij Worobjow     | Clyde Emrich          | Hassan Rahnavardi           |
| 1957 Teheran         | Arkadij Worobjow     | Hassan Rahnavardi     | Firuz Pojhan                |
| 1958 Sztokholm       | Arkadij Worobjow     | David Sheppard        | Iwan Weselinow              |
| 1959 Warszawa        | Louis Martin         | Arkadij Worobjow      | Czesław Białas              |
| 1961 Wiedeń          | Ireneusz Paliński    | Louis Martin          | Arkadij Worobjow            |
| 1962 Budapeszt       | Louis Martin         | Ireneusz Paliński     | Bill March                  |
| 1963 Sztokholm       | Louis Martin         | Ireneusz Paliński     | Eduard Browko               |
| 1964 Tokio           | Władimir Gołowanow   | Louis Martin          | Ireneusz Paliński           |
| 1965 Teheran         | Louis Martin         | Władimir Gołowanow    | Géza Tóth                   |
| 1966 Berlin Wschodni | Géza Tóth            | Ireneusz Paliński     | Marek Gołąb                 |
| 1968 Meksyk          | Kaarlo Kangasniemi   | Jaan Talts            | Marek Gołąb                 |
| 1969 Warszawa        | Kaarlo Kangasniemi   | Bo Johansson          | Géza Tóth                   |
| 1970 Columbus        | Wasilij Kołotow      | Phil Grippaldi        | Géza Tóth                   |
| 1971 Lima            | Dawid Rigiert        | Wasilij Kołotow       | Bo Johansson                |
| 1972 Monachium       | Andon Nikołow        | Atanas Szopow         | Hans Bettembourg            |
| 1973 Hawana          | Dawid Rigiert        | Wasilij Kołotow       | Peter Petzold               |
| 1974 Manila          | Dawid Rigiert        | Serhej Połtorackyj    | Peter Petzold               |
| 1975 Moskwa          | Dawid Rigiert        | Serhej Połtorackyj    | Peter Petzold               |
| 1976 Montreal        | Dawid Rigiert        | Lee James             | Atanas Szopow               |
| 1977 Stuttgart       | Serhej Połtorackyj   | Rolf Milser           | Alberto Blanco              |
| 1978 Gettysburg      | Rolf Milser          | Giennadij Biessonow   | Ferenc Antalovics           |
| 1979 Saloniki        | Giennadij Biessonow  | Rolf Milser           | Witold Walo                 |
| 1980 Moskwa          | Péter Baczakó        | Rumen Aleksandrow     | Frank Mantek                |
| 1981 Lille           | Błagoj Błagoew       | Jurij Zachariewicz    | Lubomir Uszerow             |
| 1982 Lublana         | Błagoj Błagoew       | Jurik Wartanian       | Frank Mantek                |
| 1983 Moskwa          | Błagoj Błagoew       | Wiktor Sołodow        | Andrzej Piotrowski          |
| 1984 Los Angeles     | Nicu Vlad            | Dumitru Petre         | David Mercer                |
| 1985 Södertälje      | Anatolij Chrapaty    | nie przyznano         | Piotr Krukowski             |
| 1985 Södertälje      | Wiktor Sołodow       | nie przyznano         | Piotr Krukowski             |
| 1986 Sofia           | Anatolij Chrapaty    | Wiktor Sołodow        | Zoltán Balázsfi             |
| 1987 Ostrawa         | Anatolij Chrapaty    | Iwan Czakyrow         | Sławomir Zawada             |
| 1989 Ateny           | Anatolij Chrapaty    | Siergiej Syrcow       | Iwan Czakyrow               |
| 1990 Budapeszt       | Anatolij Chrapaty    | Iwan Czakyrow         | Kim Byung-chan              |
| 1991 Donaueschingen  | Siergiej Syrcow      | Iwan Czakyrow         | Kim Byung-chan              |
| 1993 Melbourne       | Iwan Czakyrow        | Kachi Kachiaszwili    | Anatolij Chrapaty           |
| 1994 Stambuł         | Aleksiej Pietrow     | Akakios Kachiaswilis  | Wiktar Bielacki             |
| 1995 Guangzhou       | Igor Aleksiejew      | Aleksandr Karapetian  | Andriej Makarow             |
| 1997 Chiang Mai      | Maksim Agapitow      | Tadeusz Drzazga       | Julio Luna                  |
| 1998 Lahti           | Akakios Kachiaswilis | Oliver Caruso         | Leonidas Kokas              |
| 1999 Ateny           | Akakios Kachiaswilis | Szymon Kołecki        | Leonidas Kokas              |
| 2001 Antalya         | Kouroush Bagheri     | Nizami Paşayev        | Szymon Kołecki              |
| 2002 Warszawa        | Nizami Paşayev       | Milen Dobrew          | Oliver Caruso               |
| 2003 Vancouver       | Milen Dobrew         | Hakan Yılmaz          | Vadim Vacarciuc             |
| 2005 Doha            | Nizami Paşayev       | Muchamat Sozajew      | Milen Dobrew                |
| 2006 Santo Domingo   | Ilja Iljin           | Szymon Kołecki        | Roman Konstantinow          |
| 2007 Chiang Mai      | Roman Konstantinow   | Yoandry Hernández     | Szymon Kołecki              |
| 2009 Goyang          | Władimir Siedow      | Nizami Paşayev        | Kim Min-jae                 |
| 2010 Antalya         | Aleksandr Iwanow     | Artem Iwanow          | Valeriu Calancea            |
| 2011 Paris           | Ilja Iljin           | Artem Iwanow          | Saeid Mohammadpourkarkaragh |
| 2013 Wrocław         | Aleksandr Iwanow     | Ałmas Öteszow         | Władimir Siedow             |
| 2014 Ałmaty          | Żasułan Kydyrbajew   | Władimir Siedow       | Aurimas Didžbalis           |
| 2015 Houston         | Wadzim Stralcou      | Adrian Zieliński      | Dmytro Czumak               |

## Pierwsza waga ciężka
- 100 kg: 1977–1991
- 99 kg: 1993–1997

| MŚ                  | Złoto                | Srebro             | Brąz                  |
| ------------------- | -------------------- | ------------------ | --------------------- |
| 1977 Stuttgart      | Anatolij Kozłow      | Helmut Losch       | Michel Broillet       |
| 1978 Gettysburg     | Dawid Rigiert        | Siergiej Arakiełow | Manfred Funke         |
| 1979 Saloniki       | Pawieł Syrczin       | Janos Solyomvari   | Alberto Blanco        |
| 1980 Moskwa         | Ota Zaremba          | Igor Nikitin       | Alberto Blanco        |
| 1981 Lille          | Wiktor Soc           | Bruno Matykiewicz  | Weselin Osikowski     |
| 1982 Lublana        | Wiktor Soc           | Jurij Zachariewicz | Bruno Matykiewicz     |
| 1983 Moskwa         | Pawieł Kuzniecow     | Aleksandr Popow    | Andrzej Komar         |
| 1984 Los Angeles    | Rolf Milser          | Vasile Groapă      | Pekka Niemi           |
| 1985 Södertälje     | Andor Szanyi         | Pawieł Kuzniecow   | Nicu Vlad             |
| 1986 Sofia          | Nicu Vlad            | Boris Sieriegin    | Andor Szanyi          |
| 1987 Ostrawa        | Pawieł Kuzniecow     | Nicu Vlad          | Andor Szanyi          |
| 1989 Ateny          | Petyr Stefanow       | Nicu Vlad          | Pawieł Kuzniecow      |
| 1990 Budapeszt      | Nicu Vlad            | Igor Sadykow       | Siergiej Kopytow      |
| 1991 Donaueschingen | Igor Sadykow         | Iwalin Rajczew     | Francis Tournefier    |
| 1993 Melbourne      | Wiktor Triegubow     | Siergiej Syrcow    | Igor Sadykov          |
| 1994 Stambuł        | Siergiej Syrcow      | Wiktor Triegubow   | Stanisław Rybałczenko |
| 1995 Guangzhou      | Akakios Kachiaswilis | Siergiej Syrcow    | Anatolij Chrapaty     |
| 1997 Chiang Mai     | Martin Tešovič       | Choi Jong-keun     | Ołeksij Obuchow       |

## Waga ciężka
- Open: 1891–1904
- +80 kg: 1905–1913
- +82,5 kg: 1920–1950
- +90 kg: 1951–1968
- 110 kg: 1969–1991
- 108 kg: 1993–1997
- 105 kg: 1998–

| MŚ                   | Złoto                 | Srebro                  | Brąz                  |
| -------------------- | --------------------- | ----------------------- | --------------------- |
| 1891 London          | Edward Lawrence Levy  | Giacomo Zafarana        | Arthur François       |
| 1898 Wiedeń          | Wilhelm Türk          | Eduard Binder           | George Hackenschmidt  |
| 1899 Mediolan        | Siergiej Jelisiejew   | Johannes Rödl           | Enrico Scuri          |
| 1903 Paryż           | François Lancoud      | Heinrich Schneidereit   | Gustave Empain        |
| 1904 Wiedeń          | Josef Steinbach       | Josef Grafl             | Johann Staudinger     |
| 1905 Berlin          | Josef Steinbach       | Karl Witzelsberger      | Franz Pitka           |
| 1905 Duisburg        | Josef Steinbach       | Heinrich Neuhaus        | Alois Selos           |
| 1905 Paryż           | Émile Schweitzer      | Jean-Pierre Péchaud     | Gustave Laqueille     |
| 1906 Lille           | Heinrich Schneidereit | Émile Besson            | Gustave Falleur       |
| 1907 Frankfurt       | Heinrich Rondi        | Heinrich Schneidereit   | Georg Schleidt        |
| 1908 Wiedeń          | Josef Grafl           | Berthold Tandler        | Edmund Danzer         |
| 1909 Wiedeń          | Josef Grafl           | Karl Swoboda            | Berthold Tandler      |
| 1910 Düsseldorf      | Josef Grafl           | Heinrich Rondi          | Berthold Tandler      |
| 1910 Wiedeń          | Josef Grafl           | Karl Swoboda            | Berthold Tandler      |
| 1911 Stuttgart       | Josef Grafl           | Heinrich Rondi          | Heinrich Schneidereit |
| 1911 Berlin          | Karl Swoboda          | Berthold Tandler        | Franz Buchholz        |
| 1911 Drezno          | Berthold Tandler      | Anton Dorregeest        | Hermann Gäßler        |
| 1911 Wiedeń          | Karl Swoboda          | Josef Grafl             | Berthold Tandler      |
| 1913 Wrocław         | Josef Grafl           | Berthold Tandler        | Jan Krause            |
| 1920 Wiedeń          | Karl Mörke            | Franz Aigner            | Heinrich Alscher      |
| 1922 Tallinn         | Harald Tammer         | Kārlis Leilands         | Kaljo Raag            |
| 1923 Wiedeń          | Franz Aigner          | Josef Leppelt           | Georg Schrammel       |
| 1937 Paryż           | Josef Manger          | Václav Pšenička         | Heinz Schattner       |
| 1938 Wiedeń          | Josef Manger          | Steve Stanko            | Arnold Luhaäär        |
| 1946 Paryż           | John Davis            | Jakiw Kucenko           | Mohamed Geisa         |
| 1947 Filadelfia      | John Davis            | Norbert Schemansky      | Václav Bečvář         |
| 1949 Scheveningen    | John Davis            | Niels Petersen          | Robert Allart         |
| 1950 Paryż           | John Davis            | Jakiw Kucenko           | Melvin Barnett        |
| 1951 Mediolan        | John Davis            | James Bradford          | Mohamed Geisa         |
| 1953 Sztokholm       | Doug Hepburn          | John Davis              | Humberto Selvetti     |
| 1954 Wiedeń          | Norbert Schemansky    | James Bradford          | Franz Hölbl           |
| 1955 Monachium       | Paul Anderson         | James Bradford          | Eino Mäkinen          |
| 1957 Teheran         | Aleksiej Miedwiediew  | Humberto Selvetti       | Alberto Pigaiani      |
| 1958 Sztokholm       | Aleksiej Miedwiediew  | Dave Ashman             | Firuz Pojhan          |
| 1959 Warszawa        | Jurij Własow          | James Bradford          | Iwan Weselinow        |
| 1961 Wiedeń          | Jurij Własow          | Richard Zirk            | Eino Mäkinen          |
| 1962 Budapeszt       | Jurij Własow          | Norbert Schemansky      | Gary Gubner           |
| 1963 Sztokholm       | Jurij Własow          | Norbert Schemansky      | Łeonid Żabotynśkyj    |
| 1964 Tokio           | Łeonid Żabotynśkyj    | Jurij Własow            | Norbert Schemansky    |
| 1965 Teheran         | Łeonid Żabotynśkyj    | Gary Gubner             | Károly Ecser          |
| 1966 Berlin Wschodni | Łeonid Żabotynśkyj    | Bob Bednarski           | Stanisław Batiszew    |
| 1968 Meksyk          | Łeonid Żabotynśkyj    | Serge Reding            | Joe Dube              |
| 1969 Warszawa        | Bob Bednarski         | Jaan Talts              | Kauko Kangasniemi     |
| 1970 Columbus        | Jaan Talts            | Aleksandyr Krajczew     | Bob Bednarski         |
| 1971 Lima            | Jurij Kozin           | Stefan Grützner         | Aleksandyr Krajczew   |
| 1972 Monachium       | Jaan Talts            | Aleksandyr Krajczew     | Stefan Grützner       |
| 1973 Hawana          | Pawieł Pierwuszyn     | Helmut Losch            | Javier González       |
| 1974 Manila          | Walerij Ustiużyn      | Jürgen Ciezki           | Jurij Zajcew          |
| 1975 Moskwa          | Walentin Hristow      | Wasilij Mażejkow        | Jürgen Ciezki         |
| 1976 Montreal        | Jurij Zajcew          | Krystju Semerdżiew      | Tadeusz Rutkowski     |
| 1977 Stuttgart       | Walentin Hristow      | Jurij Zajcew            | Jürgen Ciezki         |
| 1978 Gettysburg      | Jurij Zajcew          | Jürgen Ciezki           | Leif Nilsson          |
| 1979 Saloniki        | Siergiej Arakiełow    | Walentin Hristow        | Leanid Taranienka     |
| 1980 Moskwa          | Leanid Taranienka     | Walentin Hristow        | György Szalai         |
| 1981 Lille           | Walerij Krawczuk      | Wiaczesław Kłokow       | Płamen Asparuchow     |
| 1982 Lublana         | Siergiej Arakiełow    | Wiaczesław Kłokow       | Anton Baraniak        |
| 1983 Moskwa          | Wiaczesław Kłokow     | József Jacsó            | Anton Baraniak        |
| 1984 Los Angeles     | Norberto Oberburger   | Ștefan Tașnadi          | Guy Carlton           |
| 1985 Södertälje      | Jurij Zachariewicz    | Miloš Čiernik           | Norberto Oberburger   |
| 1986 Sofia           | Jurij Zachariewicz    | Siergiej Nagirny        | József Jacsó          |
| 1987 Ostrawa         | Jurij Zachariewicz    | József Jacsó            | Anton Baraniak        |
| 1989 Ateny           | Stefan Botew          | Andrew Davies           | Mirosław Dąbrowski    |
| 1990 Budapeszt       | Stefan Botew          | Nail Muchamiedjarow     | Pawlos Saltsidis      |
| 1991 Donaueschingen  | Artur Akojew          | Ronny Weller            | Ernesto Montoya       |
| 1993 Melbourne       | Tymur Tajmazow        | Stefan Botew            | Ihor Razorionow       |
| 1994 Stambuł         | Tymur Tajmazow        | Nicu Vlad               | Artur Akojew          |
| 1995 Guangzhou       | Ihor Razorionow       | Cui Wenhua              | Siergiej Flerko       |
| 1997 Chiang Mai      | Cui Wenhua            | Mariusz Jędra           | Wes Barnett           |
| 1998 Lahti           | Ihor Razorionow       | Cui Wenhua              | Denys Hotfrid         |
| 1999 Ateny           | Denys Hotfrid         | Jewgienij Szyszlannikow | Choi Jong-keun        |
| 2001 Antalya         | Władimir Smorczkow    | Bünyamin Sudaş          | Ihor Razorionow       |
| 2002 Warszawa        | Denys Hotfrid         | Ałan Cagajew            | Władimir Smorczkow    |
| 2003 Vancouver       | Said Saif Asaad       | Władimir Smorczkow      | Bünyamin Sudaş        |
| 2005 Doha            | Dmitrij Kłokow        | Alexandru Bratan        | Martin Tešovič        |
| 2006 Santo Domingo   | Marcin Dołęga         | Dmitrij Łapikow         | Dmitrij Kłokow        |
| 2007 Chiang Mai      | Andrej Aramnau        | Ałan Cagajew            | Dmitrij Kłokow        |
| 2009 Goyang          | Marcin Dołęga         | Dmitrij Łapikow         | Roman Konstantinow    |
| 2010 Antalya         | Marcin Dołęga         | Dmitrij Kłokow          | Władimir Smorczkow    |
| 2011 Paryż           | Chadżimurat Akkajew   | Dmitrij Kłokow          | Ołeksij Torochtij     |
| 2013 Wrocław         | Ruslan Nurudinov      | Dawid Bedżanian         | Bartłomiej Bonk       |
| 2014 Ałmaty          | Ilja Iljin            | Ruslan Nurudinov        | Dawid Bedżanian       |
| 2015 Houston         | Aleksandr Zajczikow   | Dawid Bedżanian         | Artūrs Plēsnieks      |

## Waga superciężka
- +110 kg: 1969–1991
- +108 kg: 1993–1997
- +105 kg: 1998–

| MŚ                  | Złoto               | Srebro               | Brąz                 |
| ------------------- | ------------------- | -------------------- | -------------------- |
| 1969 Warszawa       | Joseph Dube         | Serge Reding         | Stanisław Batiszczew |
| 1970 Columbus       | Wasilij Aleksiejew  | Serge Reding         | Kalevi Lahdenranta   |
| 1971 Lima           | Wasilij Aleksiejew  | Ken Patera           | Iwan Atanasow        |
| 1972 Monachium      | Wasilij Aleksiejew  | Rudolf Mang          | Gerd Bonk            |
| 1973 Hawana         | Wasilij Aleksiejew  | Rudolf Mang          | Stanisław Batiszczew |
| 1974 Manila         | Wasilij Aleksiejew  | Serge Reding         | Jürgen Heuser        |
| 1975 Moskwa         | Wasilij Aleksiejew  | Gerd Bonk            | Christo Płaczkow     |
| 1976 Montreal       | Wasilij Aleksiejew  | Gerd Bonk            | Helmut Losch         |
| 1977 Stuttgart      | Wasilij Aleksiejew  | Asłanbiek Jenałdijew | Jürgen Heuser        |
| 1978 Gettysburg     | Jürgen Heuser       | Sułtan Rachmanow     | Gerd Bonk            |
| 1979 Saloniki       | Sułtan Rachmanow    | Jürgen Heuser        | Gerd Bonk            |
| 1980 Moskwa         | Sułtan Rachmanow    | Jürgen Heuser        | Tadeusz Rutkowski    |
| 1981 Lille          | Anatolij Pysarenko  | Senno Salzwedel      | Tadeusz Rutkowski    |
| 1982 Lublana        | Anatolij Pysarenko  | Antonio Krastew      | Bohuslav Braum       |
| 1983 Moskwa         | Anatolij Pysarenko  | Alaksandr Kurłowicz  | Antonio Krastew      |
| 1984 Los Angeles    | Dean Lukin          | Mario Martinez       | Manfred Nerlinger    |
| 1985 Södertälje     | Antonio Krastew     | Aleksandr Guniaszew  | Manfred Nerlinger    |
| 1986 Sofia          | Antonio Krastew     | Manfred Nerlinger    | Robert Skolimowski   |
| 1987 Ostrawa        | Alaksandr Kurłowicz | Leanid Taranienka    | Antonio Krastew      |
| 1989 Ateny          | Alaksandr Kurłowicz | Rizwan Gielischanow  | Michael Schubert     |
| 1990 Budapeszt      | Leanid Taranienka   | Artur Akojew         | Jiří Zubrický        |
| 1991 Donaueschingen | Alaksandr Kurłowicz | Manfred Nerlinger    | Kim Tae-hyun         |
| 1993 Melbourne      | Ronny Weller        | Manfred Nerlinger    | Andriej Czemierkin   |
| 1994 Stambuł        | Alaksandr Kurłowicz | Andriej Czemierkin   | Stefan Botew         |
| 1995 Guangzhou      | Andriej Czemierkin  | Ronny Weller         | Stefan Botew         |
| 1997 Chiang Mai     | Andriej Czemierkin  | Ronny Weller         | Viktors Ščerbatihs   |
| 1998 Lahti          | Andriej Czemierkin  | Ara Wardanjan        | Viktors Ščerbatihs   |
| 1999 Ateny          | Andriej Czemierkin  | Jaber Saeed Salem    | Hosejn Rezazade      |
| 2001 Antalya        | Jaber Saeed Salem   | Roman Mieszczeriakow | Andriej Czemierkin   |
| 2002 Warszawa       | Hosejn Rezazade     | Damian Damianow      | Artem Udachyn        |
| 2003 Vancouver      | Hosejn Rezazade     | Weliczko Czołakow    | Viktors Ščerbatihs   |
| 2005 Doha           | Hosejn Rezazade     | Jewgienij Czigiszew  | Jaber Saeed Salem    |
| 2006 Santo Domingo  | Hosejn Rezazade     | Artem Udaczyn        | Dong Feng            |
| 2007 Chiang Mai     | Viktors Ščerbatihs  | Jewgienij Czigiszew  | Jaber Saeed Salem    |
| 2009 Goyang         | An Yong-kwon        | Artem Udaczyn        | Ihor Szymeczko       |
| 2010 Antalya        | Behdad Salimi       | Matthias Steiner     | Artem Udaczyn        |
| 2011 Paryż          | Behdad Salimi       | Sajjad Anoushiravani | Jeon Sang-guen       |
| 2013 Wrocław        | Rusłan Ałbiegow     | Bahador Molaei       | Aleksiej Łowczew     |
| 2014 Ałmaty         | Rusłan Ałbiegow     | Behdad Salimi        | Mohamed Masoud       |
| 2015 Houston        | Lasza Talachadze    | Mart Seim            | Gorr Minasjan        |

## Tabela medalowa
| Lp.   | Państwo           | Złoto | Srebro | Brąz | Razem |
| 1     | Chiny             | 126   | 38     | 12   | 176   |
| 2     | Rosja             | 17    | 21     | 14   | 52    |
| 3     | Chińskie Tajpej   | 11    | 18     | 21   | 50    |
| 4     | Kazachstan        | 7     | 4      | 1    | 12    |
| 5     | Bułgaria          | 5     | 20     | 22   | 47    |
| 6     | Korea Południowa  | 4     | 9      | 10   | 23    |
| 7     | Tajlandia         | 3     | 11     | 15   | 29    |
| 8     | Węgry             | 2     | 11     | 12   | 25    |
| 9     | Stany Zjednoczone | 2     | 11     | 11   | 24    |
| 10    | Indie             | 2     | 8      | 5    | 15    |
| 11    | Korea Północna    | 2     | 7      | 10   | 19    |
| 12    | Grecja            | 2     | 6      | 6    | 14    |
| 13    | Indonezja         | 2     | 4      | 5    | 11    |
| 14    | Kolumbia          | 2     | 4      | 2    | 8     |
| 15    | Polska            | 2     | 2      | 1    | 5     |
| 16    | Finlandia         | 2     | 1      | 1    | 4     |
| 17    | Turcja            | 1     | 9      | 7    | 17    |
| 18    | Białoruś          | 1     | 3      | 2    | 6     |
| 19    | Ukraina           | 1     | 0      | 6    | 7     |
| 20    | Armenia           | 1     | 0      | 3    | 4     |
| 21    | Egipt             | 1     | 0      | 1    | 2     |
| 22    | Azerbejdżan       | 1     | 0      | 0    | 1     |
| 23    | Japonia           | 0     | 6      | 6    | 12    |
| 24    | Nigeria           | 0     | 1      | 3    | 4     |
| 24    | Hiszpania         | 0     | 1      | 3    | 4     |
| 26    | Ekwador           | 0     | 1      | 1    | 2     |
| 27    | Wietnam           | 0     | 1      | 0    | 1     |
| 28    | Wielka Brytania   | 0     | 0      | 4    | 4     |
| 29    | Kanada            | 0     | 0      | 3    | 3     |
| 29    | Dominikana        | 0     | 0      | 3    | 3     |
| 29    | Mjanma            | 0     | 0      | 3    | 3     |
| 32    | Francja           | 0     | 0      | 1    | 1     |
| 32    | Makau             | 0     | 0      | 1    | 1     |
| 32    | Meksyk            | 0     | 0      | 1    | 1     |
| 32    | Filipiny          | 0     | 0      | 1    | 1     |
| Razem | Razem             | 197   | 197    | 197  | 591   |